# Eva Maria Wilden
Eva Maria Wilden (* 1965) ist eine deutsche Indologin.

## Leben
1992 erwarb sie den Magistra Artium in Hamburg Das Opfer als Bindeglied zwischen Göttern und Menschen gemäß den Brāhmaṇas und von 1992 die 1996 die Promotion (magna cum laude) Der Kreislauf der Opfergaben im Veda und war wissenschaftliche Mitarbeiterin am Indologischen Seminar der Universität Hamburg. Von 1997 bis 2002 hatte sie zwei aufeinanderfolgende Stipendien für Forschung und Habilitation der Deutschen Forschungsgemeinschaft. Nach der Habilitation 2003 und Venia Legendi an der Universität Hamburg 2004 war sie seit September 2003 Maître de conférences der École française d’Extrême-Orient. Seit 2017 lehrt sie als Professorin für Tamilistik und Manuskriptstudien am Asien-Afrika-Institut/Zentrum für Manuskriptkulturen, Abteilung für Kultur und Geschichte Indiens und Tibets, Universität Hamburg.

## Schriften (Auswahl)
- Der Kreislauf der Opfergaben im Veda. Stuttgart 2000, ISBN 3-515-07768-5.
- Literary Techniques in Old Tamil Caṅkam Poetry. The Kuṟuntokai. Wiesbaden 2006, ISBN 3-447-05335-6.
- als Herausgeberin: Lieder von Hingabe und Staunen. Gedichte der frühen tamilischen Bhakti. Frankfurt am Main 2013, ISBN 3-458-72020-0.
- Manuscript, Print and Memory. Relics of the Caṅkam in Tamilnadu. Berlin 2014, ISBN 3-11-034089-5.